# Thalamita multispinosa
Thalamita multispinosa är en kräftdjursart som beskrevs av Stephenson och Rees 1967. Thalamita multispinosa ingår i släktet Thalamita och familjen simkrabbor. Inga underarter finns listade i Catalogue of Life.